# Gagrella albicoxata
Gagrella albicoxata is een hooiwagen uit de familie Sclerosomatidae.